# Крункель
Крункель (нем. Krunkel) — община в Германии, в земле Рейнланд-Пфальц. 
Входит в состав района Альтенкирхен-Вестервальд. Подчиняется управлению Фламмерсфельд.  Население составляет 661 человек (на 31 декабря 2010 года). Занимает площадь 2,81 км².
Коммуна подразделяется на 2 сельских округа.